# Starter!
 (janvier 2013).
Si vous disposez d'ouvrages ou d'articles de référence ou si vous connaissez des sites web de qualité traitant du thème abordé ici, merci de compléter l'article en donnant les références utiles à sa vérifiabilité et en les liant à la section « Notes et références ».
Starter! est une émission de télévision diffusée en Belgique sur la Deux (RTBF). Présentée par Élodie de Sélys.
Starter! est une téléréalité qui a pour but de coacher de futurs entrepreneurs et de les aider à lancer leur projet :

## Concept

### Principe
Les candidats ont 30 jours pour monter leur entreprise. Pendant ces 30 jours, ils doivent trouver les financements, convaincre des investisseurs, inventer un packaging, un design, établir un plan d'affaires, etc. 
Des Coachs sont là pour les aider et leur donner des conseils. Delphine Frennet, Christophe Jonniaux, Bruno Wattenbergh et Walter Matija connaissent bien le monde des affaires. Chacun amène aux candidats son savoir-faire, son expérience et même fait profiter de son carnet d’adresses.
Chaque candidat reçoit un ordinateur portable et un GSM pour toute la durée de l'émission, une salle de travail et une salle de réunion sont également à leur disposition.
Pendant les trente jours, les candidats sont soumis aussi à des épreuves. Ces épreuves donnent l’occasion aux coachs d'évaluer leurs qualités et leurs défauts. De plus, le(s) gagnant(s) des épreuves reçoi(ven)t un cadeau qui est une aide sérieuse pour mener son projet à bien.

### Castings
Si la première édition de « Starter » basait ses sélections uniquement sur les dossiers envoyés par les candidats, la seconde édition a mis en place le « STARTER Tour », un jury formé des coachs de l'émission sillonnait la Belgique, pour sélectionner les candidats avec plusieurs dates clefs à Namur, Liège, Bruxelles, Mons et Charleroi. À l'issue de celui-ci, sur pas moins de 450 participants, 60 projets furent sélectionnés par les coachs et soumis aux votes des internautes grâce à des vidéos de présentation.
Plus de 30 000 visionnages plus tard, les 30 projets qui participeront à la première émission de la saison 2 diffusée en avril sont connus.

### Jury
Le jury de l'émission est composé de cinq personnalités, 5 grands professionnels du monde des entreprises en Belgique. 
En 2012, lors de la première émission de « Starter! 1 », José Zurstrassen, Jean-Pierre Lutgen, Katia De Paepe, Nicolas Steisel et Laurent Minguet ont écouté les projets des 23 candidats sélectionnés et en ont choisi six parmi eux.
En 2013, lors de la première émission de « Starter! 2 », un jury encore non communiqué choisira 6 projets parmi les 30 sélectionnés par les votes des internautes

### Les Candidats de la première saison (2012)
Les Vainqueurs : 
Renaud Pirotte et François Dethier, bière Curtius.
Les autres candidats sélectionnés par le jury : 
Anne Demily, toitures écologiques ; Sinead Shannon Roche, sacs Versa-Versa ; Jean-Christophe Uyttebrock, coussin chauffant ; Françoise Suber, croquettes pour chien ; Nicolas Willaerts, vêtements branchés

### Les Candidats de la seconde saison (2013)
Les 30 participants à la première émission sont déjà annoncés... mais les six sélectionnés ne seront connus qu'en avril lors de la diffusion de la première émission de la saison.
Cependant certains candidats sortent déjà du lot en démontrant une très grande motivation au point de créer un collectif en parallèle de l'émission. Ces sept projets très différents se sont rencontrés grâce à « STARTER », ils ont sympathisé et, poussés par un dynamisme commun, ils ont créé le collectif « Starters Evolution » afin de promouvoir leurs futurs entreprises, créer le Buzz et s'entraider.